# Geelkraagtangare
De geelkraagtangare (Iridophanes pulcherrimus) is een zangvogel uit de familie Thraupidae (tangaren).

## Verspreiding en leefgebied
Deze soort telt 2 ondersoorten:
- I. p. pulcherrimus: van centraal Colombia via oostelijk Ecuador tot het zuidelijke deel van Centraal-Peru.
- I. p. aureinucha: van westelijk Colombia tot noordwestelijk Ecuador.